# Wadim Popow
Wadim Wiaczesławowicz Popow, ros. Вадим Вячеславович Попов (ur. 1 czerwca 1967 w Nogińsku) – rosyjski hokeista.

## Kariera
- Kristałł Elektrostal (1983-1986)
- SKA MWO Kalinin (1986-1988)
- Kristałł Elektrostal (1988-1995)
- Krylja Sowietow Moskwa 2 (1994-1995)
- Kristałł Elektrostal (1997-1998)
- Gazowik Tiumeń (1997-1998)[2]
- STS Sanok / SKH Sanok (1998-2000)[3][4][5]
- Kristałł Saratów (2001-2002)
- MGU Moskwa (2001-2002)